# Castilleja patriotica
Castilleja patriotica là loài thực vật có hoa thuộc họ Cỏ chổi. Loài này được Fernald mô tả khoa học đầu tiên năm 1905.